# Transmissões de Fórmula 1 para o Brasil
As transmissões de Fórmula 1 para o Brasil remetem à participação da imprensa esportiva especializada ao relatar os acontecimentos da categoria a partir de 1970. Nesse interregno, a presença da televisão ampliou a cobertura que outros meios de comunicação social dedicavam à modalidade. A transmissão contínua por quase meio século fomentou o interesse do Brasil segundo dados do Formula One Group: em 2013, não obstante o declínio de resultados, o país detinha a maior audiência da categoria em termos mundiais, com 77 milhões de telespectadores ou 17% do total.

## Era dos pioneiros (1970-1980)

### Fórmula 1 na TV brasileira
A inauguração da Rede Tupi ocorreu em 18 de setembro de 1950, data posterior ao encerramento da primeira temporada da Fórmula 1, categoria que chegaria ao vídeo somente vinte anos depois. Nesse interregno, cobrir a Fórmula 1 era uma atividade exclusiva dos jornais impressos geralmente abastecidos pelo conteúdo das agências internacionais de notícias. Em linguagem da época, a competição era descrita como "mundial de volantes" (numa referência aos pilotos) ou "campeonato mundial de automobilismo". Posteriormente, surgiram revistas especializadas como a Auto Esporte da Bloch Editores e a Quatro Rodas da Editora Abril. Apenas em 18 de julho de 1970, graças ao satélite Intelsat III F-3, a TV Record de São Paulo e a TV Rio do Rio de Janeiro, integrantes da Rede de Emissoras Independentes, mostraram a estreia de Emerson Fittipaldi no Grande Prêmio da Grã-Bretanha em Brands Hatch. Apesar de um início promissor sob a narração de Wilson Fittipaldi (pai de Emerson e de Wilson Fittipaldi Júnior), a rede não transmitiu as etapas seguintes, nem mesmo a primeira vitória do brasileiro em 4 de outubro de 1970 no Grande Prêmio dos Estados Unidos, em Watkins Glen. A televisão do país ignorou a categoria em 1971, quando a Record exibiu programas como Imóveis em Revista e Hélio Ansaldo Show, além de filmes, seriados e desenhos animados enquanto a TV Rio, seria vendida à Ordem dos Frades Menores Capuchinhos e sairia do ar em 1977.

### Primeira incursão da Globo
Em 30 de março de 1972 a Rede Globo transmitiu o Grande Prêmio do Brasil, evento extraoficial realizado numa quinta-feira no Autódromo de Interlagos com narração de Tércio de Lima, comentários de Geraldo José de Almeida e imagens em cores. Pouco depois a emissora de Roberto Marinho estreou na Fórmula 1 em cadeia com a Tupi a 14 de maio do referido ano ao mostrar o Grande Prêmio de Mônaco, repetindo tal parceria no Grande Prêmio da Bélgica. A seguir, a Globo mostou outras três etapas do mundial, exibindo em cores o Grande Prêmio da Grã-Bretanha. Contudo, foi a Rede de Emissoras Independentes quem mostrou o Grande Prêmio da Itália de 1972, corrida onde o Brasil conquistou seu primeiro título mundial graças à vitória de Emerson Fittipaldi em sua Lotus preta e dourada. Dentre as quinze corridas realizadas em 1973, oito foram transmitidas pela Rede Globo, inclusive as etapas dos Países Baixos e da Áustria, onde repetiu os laços com a Rede Tupi. Como as chances de título para o brasileiro decaíram a partir de então, a Rede Globo não mostrou as provas finais daquele ano, cabendo à Rede Tupi a exibição exclusiva do Grande Prêmio da Itália, enquanto as corridas do Canadá e dos Estados Unidos ficaram por conta do Sistema Globo de Rádio.
Quando a Rede Globo adquiriu os direitos de transmissão, a narração era de Júlio Delamare, com comentários de Giu Ferreira (José Maria Ferreira), e depois Antônio Carlos Scavone, mas com as mortes de Júlio Delamare e Antônio Carlos Scavone no acidente do Voo Varig 820 em Paris, Ferreira narrou o Grande Prêmio da Grã-Bretanha de 1973 tendo Janos Lengyel, correspondente de O Globo, na função de comentarista. Após essa corrida Luciano do Valle foi efetivado como narrador enquanto Giu Ferreira e Pedro Luís revezaram-se na função de comentarista, posto depois ocupado por Ciro José e finalmente Reginaldo Leme, este a partir do Grande Prêmio de Mônaco de 1978.
No primeiro biênio da Rede Globo como detentora da Fórmula 1, apenas metade das provas fixadas no calendário foram transmitidas. Durante o período em que Emerson Fittipaldi correu pela McLaren, quando novas vitórias culminaram com o bicampeonato mundial conquistado pelo brasileiro no Grande Prêmio dos Estados Unidos de 1974, três quartos das corridas foram ao ar graças às melhorias tecnológicas de então. No caso em tela, a emissora contratou uma empresa a fim de preparar os equipamentos antes de realizar "a primeira transmissão no exterior feita pela Globo". Isso chamou a atenção do ator Paul Newman, o qual requisitou da mesma uma linha de vídeo para assistir a etapa norte-americana e em troca concedeu uma entrevista a Hélio Costa para o Fantástico. Oito meses antes, o Grupo Globo levara ao ar o Grande Prêmio Presidente Emílio Médici, prova extracampeonato realizada no Autódromo de Brasília.
As expectativas sobre o desempenho de Emerson Fittipaldi como piloto de sua própria escuderia, a Fittipaldi, pareciam alvissareiras graças ao quinto lugar do piloto no grid de largada do Grande Prêmio do Brasil de 1976 e o sexto lugar ao final do Grande Prêmio do Oeste dos Estados Unidos, duas corridas depois. Contudo a progressiva falta de resultados influiu na abordagem televisiva à Fórmula 1, pois entre 1976 e 1979 foram transmitidas quarenta e uma provas enquanto vinte e três tiveram a exibição suprimida porque a televisão não alterou a sua grade de programação recorrendo, no máximo, aos compactos em videoteipe e nesse contexto a Globo fez uma aparente cessão de direitos à Rede Tupi que despediu-se da Fórmula 1 após mostrar o Grande Prêmio da Áustria de 1976.
Nem mesmo o bom campeonato realizado pela Fittipaldi em 1978, quando o time foi o segundo colocado no Grande Prêmio do Brasil e terminou o certame em sétimo lugar, adiante de rivais como McLaren, Williams e Renault, revigorou o interesse da Rede Globo, pois embora a mesma tenha mostrado, com narração de Ciro José, a estreia de Nelson Piquet no Grande Prêmio da Alemanha de 1978, foi a Rede Bandeirantes quem transmitiu o Grande Prêmio dos Estados Unidos e o Grande Prêmio do Canadá, provas finais do calendário em questão. Em 1979 a Globo seguiu na categoria, mas como Luciano do Valle foi destacado para cobrir os Jogos Pan-Americanos de San Juan, Léo Batista narrou o Grande Prêmio da França, célebre pela disputa entre Gilles Villeneuve e René Arnoux pelo segundo lugar que, de tão intensa, ofuscou a vitória da Renault de Jean-Pierre Jabouille, a primeira de um carro turbo na história da Fórmula 1, bem como transmitiu o Grande Prêmio da Grã-Bretanha, onde a Williams conseguiu sua primeira vitória.. Nesse mesmo ano, porém, a Globo encerrou o contrato junto à Fórmula 1 após o sul-africano Jody Scheckter sagrar-se campeão mundial pela Ferrari no Grande Prêmio da Itália, pois novamente não exibiu as provas realizadas na América Anglo-Saxônica. Dois meses depois do fim do campeonato, soube-se que a Rede Bandeirantes assinou para retornar à categoria no ano seguinte.

### Bandeirantes faz história
Em 1980 a Rede Bandeirantes tornou-se a primeira emissora brasileira a exibir o mundial de Fórmula 1 ao vivo e na íntegra. Naquele ano houve 14 etapas (e também o Grande Prêmio da Espanha, posteriormente anulado pela Federação Internacional do Automóvel em virtude de uma disputa entre a FISA e a FOCA pelo controle da Fórmula 1) e para transmiti-las o canal do Morumbi escalou os narradores Galvão Bueno e Fernando Solera, além do comentarista Giu Ferreira. No Grande Prêmio do Brasil (prova mostrada também pela TV Cultura) a equipe da Bandeirantes foi reforçada pelos repórteres Álvaro José e Ana Aragão. Marcado pelas primeiras vitórias de Nelson Piquet e pelas estreias de Alain Prost e Nigel Mansell, o campeonato de 1980 foi também o último na carreira de Emerson Fittipaldi. Entrementes, a última incursão da Rede Bandeirantes no universo da Fórmula 1 foi o Grande Prêmio da África do Sul de 1981, de antemão descartado como etapa válida do mundial daquele ano por causa de um novo entrechoque entre FISA e FOCA.

## Rede Globo (1981-2020)

### Retorno à antiga emissora
Estimulada pelo vice-campeonato de Nelson Piquet em 1980, a Rede Globo fez uma oferta a Bernie Ecclestone para retomar os direitos de transmissão da categoria em 1981 e assim o dirigente britânico rescindiu o contrato com a Rede Bandeirantes, situação descrita por Zózimo Barrozo do Amaral em sua coluna no Jornal do Brasilː "A disputa entre duas redes de televisão pela exclusividade da transmissão das corridas de Fórmula 1 chegou agora a um impasse que obrigará as duas, no mínimo, a um acordo. A que saiu na frente, comprando primeiro os direitos de transmissão, viu-se logo deles despojada pela rival, que acenou a Bernie Ecclestone, dono do circo da Fórmula 1, com uma quantia muito maior. Tão maior que Ecclestone, reconhecidamente sensível a esse tipo de argumento, não titubeou em romper o contrato anteriormente assinado já que a investida incluía o pagamento da multa rescisória". Em seu texto, Amaral salienta a reação da Rede Bandeirantes após o distrato com a FOCAː "A rede preterida não permaneceu, entretanto, de braços cruzados. Correu à Embratel e alugou todos os canais correspondentes nos dias e horários de todas as provas. A guerra ingressou, assim, numa fase de total surrealismoː uma das redes detém os direitos de transmissão e a outra os horários a elas correspondentes. Situação que só poderá ser resolvida mediante acordo".
Apesar do desfecho vitorioso, a reestreia da categoria na Rede Globo ocorreu "às escondidas", pois ao invés de mostrar o Grande Prêmio do Oeste dos Estados Unidos, a mesma exibiu três boletins de dez minutos intercalados entre Os Trapalhões e o Fantástico. Contudo, as provas seguintes foram transmitidas ao vivo com narração de Luciano do Valle e comentários de Reginaldo Leme sendo que o campeonato de 1981 terminou no Grande Prêmio de Caesars Palace, onde o brasileiro da Brabham conquistou seu primeiro título mundial. A partir do Grande Prêmio da África do Sul de 1982 o comando das transmissões de Fórmula 1 foi entregue a Galvão Bueno enquanto Luciano do Valle ficou responsável pela Copa do Mundo de 1982, após a qual migrou para a Rede Record antes de fixar-se na Rede Bandeirantes em 1984. Em 2013, Galvão Bueno contou que um erro na narração da corrida sul-africana quase custou-lhe o emprego:
"Eu vou contar o dia em que (risadas)... que eu achei que tinha perdido o emprego. Estava começando a carreira e terminando no mesmo dia. Estréia na Globo na Fórmula-1, Grande Prêmio da África do Sul de 1982. Naquela época ninguém parava para abastecer e trocar pneus, quem parava para trocar um pneu furado estava fora da corrida. O Prost, que estava em primeiro lugar, entrou nos boxes trocou um pneu e foi embora... e na minha cabeça nunca mais ele iria se recuperar. Quando ele passou o Carlos Reutemann eu disse: "Tá tirando volta de atraso". Estava nada, Prost voltou na mesma volta e estava voltando para a primeira colocação. Narrei vitória de Carlos Reutemann. Fomos para o comercial, quando voltamos preparou-se o pódio e apareceu lá Alain Prost como vencedor. Me deu um desespero, vou pedir ajuda para quem? Para o Reginaldo Leme, que já tinha alguma história na televisão. Olhei para o Reginaldo do lado e fiz assim para ele: "E agora?" Ele olhou para mim e disse: "Não sei". Então nesse momento eu falei: acabou a minha carreira. Foram oito horas e meia de volta para o Rio de Janeiro certo que eu estava demitido. Graças a Deus o Boni, então diretor da TV Globo me deu uma chance, eu continuei e estou aí até hoje. — Galvão Bueno, sobre sua primeira narração da Fórmula 1 pela Globo.
Embora a não exibição do Grande Prêmio do Oeste dos Estados Unidos de 1982 tenha sido uma atitude discricionária, uma nova diretriz vigorou na Rede Globo ao longo dos anosː apenas a transmissão de Copas do Mundo, Olimpíadas e jogos da Seleção Brasileira de Futebol em competições oficiais foram capazes de barrar a Fórmula 1 em televisão aberta, salvo algum motivo de força maior ou dificuldade técnica superveniente. A estes motivos foram acrescidas as "razões pontifícias", quando a Rede Globo cobriu as visitas ao Brasil do Papa Bento XVI e de seu sucessor, o Papa Francisco. Na maioria dos casos citados aqui, a emissora fez ao menos uma transmissão parcial das provas antes de recorrer ao videoteipe. De volta à seara da narração cabe registrar os nomes de Álvaro José, Reginaldo Leme (narrador do Grande Prêmio da Alemanha de 1982), e Carlos Valadares (que narrou o Grande Prêmio de Caesars Palace de 1982, prova onde o finlandês Keke Rosberg sagrou-se campeão mundial pela Williams) como os primeiros substitutos de Galvão Bueno nas narrações. Mudanças no quadro de funcionários da empresa levaram-na a contratar Luiz Alfredo e Oliveira Andrade, os quais foram também narradores substitutos nas provas de Fórmula 1.

### Era das grandes rivalidades
Ao longo dos anos vindouros a Fórmula 1 amoldou-se à programação da Rede Globo como opção esportiva graças a um aspecto geracional onde Alain Prost, Ayrton Senna, Nelson Piquet e Nigel Mansell duelavam entre si por vitórias e títulos. Nelson Piquet tornou-se bicampeão no Grande Prêmio da África do Sul de 1983 finalizando um ano de duelos contra Alain Prost. O brasileiro permaneceu na Brabham no ano seguinte enquanto o francês deixou a Renault a fim de regressar para a McLaren. No Grande Prêmio do Brasil de 1984 aconteceu a estreia de Ayrton Senna, o qual transferiu-se para a Lotus no ano seguinte como substituto de Nigel Mansell, sendo que este assinou com a Williams. Sobre 1985 este foi um ano marcado por eventos como as primeiras vitórias de Ayrton Senna e Nigel Mansell, a transferência de Nelson Piquet para a Williams após sete anos na Brabham e o primeiro título de Alain Prost.
O ano de 1986 entrou para a história graças à queda de braço entre Nelson Piquet e Nigel Mansell, então pilotos da Williams, mas até a metade daquele campeonato Ayrton Senna estava entre os candidatos ao título, porém as limitações técnicas da Lotus afastaram-no da luta, o que não impediu um duelo entre brasileiros no Grande Prêmio da Hungria onde Nelson Piquet executou, sobre Ayrton Senna, aquela que foi descrita como "a maior ultrapassagem de todos os tempos na Fórmula 1". Pouco depois, durante os treinos para o Grande Prêmio de Portugal, Senna, Prost, Mansell e Piquet foram fotografados sentados sobre uma mureta em Estoril e assim surgiu a imagem-símbolo daquela era. Em meio às disputas, Alain Prost, soube posicionar sua McLaren entre as máquinas de Grove a ponto de o francês conquistar o bicampeonato no Grande Prêmio da Austrália. No ano seguinte a Williams manteve-se em alta em novo duelo entre Nelson Piquet e Nigel Mansell num embate onde o brasileiro sagrou-se tricampeão mundial durante o Grande Prêmio do Japão de 1987.
Contratado pela McLaren para correr ao lado de Alain Prost, Ayrton Senna mediu forças com seu novo companheiro de equipe no fim dos anos 1980 sendo que graças ao modelo MP4/4 concebido por Gordon Murray e Steve Nichols, o time de Woking venceu quinze das dezesseis corridas realizadas em 1988, ano em que Senna sagrou-se campeão mundial pela primeira vez ao vencer o Grande Prêmio do Japão. Mantida tal combinação para o ano seguinte, a convivência entre os pilotos da McLaren tornou-se inviável dada a rivalidade crescente entre ambos, com Prost recorrendo à imprensa a fim de expor os bastidores da equipe e denunciar "favorecimento" ao rival. Sob o signo da ruptura, Alain Prost provocou um acidente entre ele e Ayrton Senna no Grande Prêmio do Japão de 1989 a fim de assegurar o título daquele ano. Inconformado, Senna foi auxiliado pelos fiscais, regressou à pista e venceu a etapa japonesa, mas foi desclassificado por Jean-Marie Balestre, presidente da FISA e amigo de Alain Prost, antes de subir ao pódio, o que assegurou o tricampeonato do piloto francês.
Sob as cores da Ferrari, Alain Prost manteve-se como rival de Ayrton Senna em 1990, campeonato decidido  em um novo acidente no Grande Prêmio do Japão, este causado por Ayrton Senna, que eliminou os dois da prova em menos de dez segundos após a largada e resultou no bicampeonato do piloto brasileiro, que renovara com a McLaren para os anos seguintes. Em 1991 a Rede Globo passou a transmitir os treinos oficiais para a definição do grid de largada e no mesmo ano Ayrton Senna enfim venceu o Grande Prêmio do Brasil e liderou com folga a tabela nas primeiras etapas do certame, mas o furor de Nigel Mansell em sua portentosa Williams obrigou Senna a extrair o máximo de sua McLaren MP4/6 levando a decisão a decisão do título para o Grande Prêmio do Japão de 1991 onde Ayrton Senna foi perseguido por Nigel Mansell durante nove voltas até o britânico tocar na zebra da primeira curva, rodar e ficar preso na caixa de brita, fato que sacramentou Ayrton Senna como tricampeão mundial de Fórmula 1. Dias depois, a Ferrari demitiu Alain Prost por "críticas insultosas" à equipe e Nelson Piquet encerrou a carreira.
Galvão Bueno deixou a Rede Globo em 1992 para ser o narrador titular da Rede OM (atual CNT), motivo pelo qual Cléber Machado e Luiz Alfredo narraram as provas da categoria. Naquele ano Nigel Mansell esmagou os rivais com o FW14B. Chamado de "Williams de outro planeta", o carro projetado por Patrick Head e Adrian Newey fez de Mansell campeão mundial no Grande Prêmio da Hungria a cinco provas do final do campeonato. Por conta da decisão tão precoce, adiantaram-se as negociações para o ano seguinte e nisso o britânico Nigel Mansell assinou com a Newman/Haas onde foi campeão da Fórmula Indy em 1993 e seu lugar na Fórmula 1 coube a Alain Prost, que voltaria a correr após um ano sabático.
A última temporada completa de Alain Prost e Ayrton Senna foi a de 1993 e nela aconteceu o retorno de Galvão Bueno às transmissões. Naquele ano Senna liderou parte do campeonato, mas foi seu rival francês quem conquistou o título ao final do certame. Durante os treinos do Grande Prêmio de Portugal a informação sobre a aposentadoria de Prost chegou primeiro ao Brasil através do jornalista Luís Roberto que trabalhava na Rádio Globo numa era anterior à Internet. Dois dias mais tarde Alain Prost sagrou-se tetracampeão mundial e em outubro de 1993 Ayrton Senna foi anunciado como piloto titular de Frank Williams para 1994. O grande momento da temporada aconteceu no Grande Prêmio da Austrália de 1993 quando Senna venceu em sua despedida da McLaren e reconciliou-se publicamente com Prost durante a cerimônia de premiação reatando a amizade entre ambos.

### Morte de Ayrton Senna
Toda expectativa quanto ao desempenho de Ayrton Senna na Williams chegou ao fim de maneira trágica quando o brasileiro sofreu um acidente fatal no Grande Prêmio de San Marino realizado a 1º de maio de 1994 quando seu bólido chocou-se contra o muro da Curva Tamburello a 300 km/h. Atônitos, os telespectadores assistiram ao primeiro atendimento ao piloto sob supervisão de Sid Watkins antes de enviarem o brasileiro ao Hospital Maggiore de Bolonha. A morte de Ayrton Senna foi divulgada no Brasil na tarde de domingo, primeiro através do jornalista Sílvio Lancellotti que, nos estúdios da Rede Bandeirantes, valeu-se do sinal enviado pela RAI e repassou a informação ao apresentador Elia Júnior, que levou ao ar a notícia. Pouco depois a Rede Globo fez o seguinte anúncio através de Roberto Cabriniː “Morreu Ayrton Senna da Silva, uma notícia que a gente jamais gostaria de dar”.
Sob intensa comoção e tristeza, o corpo de Ayrton Senna chegou a São Paulo em 4 de maio e foi levado em cortejo pelas ruas da capital paulista até a Assembleia Legislativa de São Paulo onde duzentas e quarenta mil pessoas compareceram ao velório e ao todo, um milhão de pessoas saiu às ruas em respeito ao falecido esportista. Na manhã seguinte o piloto foi sepultado no Cemitério do Morumbi sob os olhares da família e de ídolos como Alain Prost, Emerson Fittipaldi e Jackie Stewart, além de outros pilotos e ex-pilotos de Fórmula 1, além de Ron Dennis e Frank Williams. Por determinação do presidente Itamar Franco, o enterro de Ayrton Senna ocorreu nos moldes de um funeral de estado.
Entregue à justiça italiana, o "caso Senna" resultou, em 1997, no indiciamento de Frank Williams, Patrick Head e Adrian Newey, respectivamente sócios e projetista-chefe da Williams, além de outras três pessoas ligadas ao time. Examinando os autos soube-se que o acidente ocorreu por uma quebra na coluna de direção do seu Williams FW16, serrada e soldada para que as mãos de Senna não batessem no cockpit do carro quando o piloto estivesse ao volante, mas a barra de direção rompeu nas cercanias da Tamburello antes do acidente devido a uma solda mal feita e fadiga de material utilizado. Os réus foram absolvidos num primeiro julgamento, porém a reabertura do caso resultou na condenação de Patrick Head por homicídio culposo, mas o dirigente não foi preso graças às regras de prescrição vigentes na Itália.
Os vínculos entre a família Senna e a Williams persistiriam por muitos anos, afinal o time britânico manteve entre 1995 e 2021 a insígnia de um "S estilizado" no bico de seus carros numa alusão à gana do brasileiro em sempre lutar pelo primeiro lugar.

### Resultados esparsos do Brasil
Dentre os brasileiros que correram na Fórmula 1 nos primeiros anos após a morte de Ayrton Senna, apenas Rubens Barrichello foi capaz de largar na pole position e subir ao pódio guiando pela Jordan e depois pela Stewart, mas de forma esparsa. Sua primeira vitória ocorreria somente no ano 2000 quando era piloto da Ferrari e triunfou no Grande Prêmio da Alemanha encerrando um jejum de sete anos sem êxitos do Brasil. Contudo, o predomínio de Michael Schumacher na equipe italiana não permitiu que Rubens Barrichello fosse além de dois vice-campeonatos mundiais e gerou cenas constrangedoras como no Grande Prêmio da Áustria de 2002 quando o brasileiro cedeu a vitória ao seu companheiro de equipe por ordem da Ferrari.
Em 2006 Rubens Barrichello estreou na Honda enquanto Felipe Massa o substituiu na Ferrari. Naquele mesmo ano, Massa encerrou um hiato de treze anos sem vitórias nativas em casa ao ganhar o Grande Prêmio do Brasil. Quando Michael Schumacher anunciou sua primeira aposentadoria, Felipe Massa dividiu os boxes da Ferrari com o finlandês Kimi Räikkönen e embora tenha vencido o Grande Prêmio do Brasil de 2008, o brasileiro perdeu o título mundial para Lewis Hamilton quando o britânico da McLaren superou a Toyota de Timo Glock na última curva. No ano seguinte, Massa sofreu um sério acidente nos treinos para o Grande Prêmio da Hungria ao ser atingido por uma mola desgarrada do carro de Rubens Barrichello e ficou fora das pistas nos meses vindouros por conta de uma fratura craniana e uma lesão cerebral. Também em 2009 o Brasil conquistaria as últimas vitórias na Fórmula 1 quando Rubens Barrichello, ao volante da Brawn, triunfou no Grande Prêmio da Europa (o centésimo êxito do país na categoria) e no Grande Prêmio da Itália, glórias entremeadas pelo "escândalo de Singapura", tramoia exposta por Reginaldo Leme na qual Nelson Piquet Jr. confessou perante a FIA ter batido intencionalmente sua Renault no Grande Prêmio de Singapura de 2008 sob as ordens de Flavio Briatore e assim permitir a vitória de Fernando Alonso.
De volta ao asfalto em 2010, Felipe Massa dividiu espaço com Fernando Alonso por quatro temporadas sendo que o pior momento na convivência entre ambos deu-se o Grande Prêmio da Alemanha quando a Ferrari ordenou que o brasileiro cedesse o primeiro lugar a Alonso, afinal vencedor da corrida. Nesse interregno a carreira de Rubens Barrichello chegou ao fim quando a Williams (time com o qual assinou após a Mercedes adquirir a Brawn) contratou Bruno Senna (sobrinho do tricampeão Ayrton Senna) como titular em 2012. Dois anos mais tarde, o próprio Felipe Massa assinaria com a equipe de Grove, onde aposentou-se ao final de 2017.

### Peso do futebol e da internet
Ao longo dos anos a Rede Globo manteve inalterada a sua dinâmica de transmissão da Fórmula 1 tendo à frente o narrador Galvão Bueno cujos substitutos eventuais foram Luís Roberto, Cléber Machado e Sérgio Maurício, todavia o peso dos compromissos comerciais envolvendo o futebol e a fruição da audiência proporcionada pelo mesmo, levaram a emissora a reduzir o espaço da categoria em sua gradeː nenhuma das provas realizadas na América do Norte a partir de 2012 foi transmitida em sinal aberto, motivo pelo qual o SporTV assumiu o encargo restando à Rede Globo a exibir compactos das mesmas próximo à meia-noite. Logo tal diretiva foi aplicada aos treinos oficiais que seriam exibidos parcialmente em 2014 até serem destinados à TV fechada, exceto a etapa brasileira ou alguma prova aleatória como a australiana (geralmente a primeira do ano) ou a chinesa, por exemplo.
Embora a tônica das transmissões via internet fosse o acompanhamento "em tempo real" por meio de atualizações de texto, o Grupo Globo utilizou seu portal esportivo durante a Copa do Mundo FIFA de 2018 para transmitir as provas da França e da Áustria de modo a driblar os horários sobrepostos, já que a emissora estava comprometida com o mundial da Rússia. Neste mesmo ano, a Liberty Media determinou que as corridas de Fórmula 1 começassem uma hora mais tarde buscando aumentar seus índices de audiência, impactando no planejamento e na logística das emissoras de televisão.
Suprimir os treinos oficiais e empregar "meios alternativos" para transmitir a Fórmula 1 diminuiu o alcance da categoria junto ao público e provocou manifestações de repreensão à Rede Globo, sobretudo quando ela descartou a exibição do pódio ao fim das corridas, tal como o ocorrido em 2018, 2019 e 2020, anos onde não havia pilotos brasileiros competindo regularmente. Em outra frente, a despedida de Reginaldo Leme no Grande Prêmio do Brasil de 2019 (substituído na etapa seguinte por Felipe Giaffone e Luciano Burti) e a irrupção da Pandemia de COVID-19 no ano seguinte forçaram a Rede Globo a mudar sua equipe e afastar os profissionais que estavam no grupo de risco para a doença, razão pela qual Cléber Machado e Everaldo Marques alternaram-se como narradores titulares.
Em 26 de agosto de 2020, a Rede Globo anunciou que não renovaria os direitos relativos à Fórmula 1 devido aos cortes de custos realizados sob o tacão da Pandemia de COVID-19 no Brasil, assim como a recusa em abdicar de sua exclusividade nas transmissões para que a Liberty Media (dona da categoria desde 2017) disponibilizasse aos brasileiros o seu serviço de streaming, o F1 TV Pro. Mesmo nos estertores do contrato, a emissora repassou o Grande Prêmio de Sakhir aos parceiros habituais e não levou ao ar a estreia de Pietro Fittipaldi. Primeiro brasileiro a correr na Fórmula 1 em três anos, ele entrou para a história como o primeiro neto de um piloto da categoria a correr na mesma, dado o seu parentesco com Emerson Fittipaldi. Todavia a sua passagem na elite do automobilismo findou na prova seguinte, o Grande Prêmio de Abu Dhabi. Realizado em 13 de dezembro de 2020, este evento teve narração de Cléber Machado e marcou o fim da relação entre a Rede Globo e a Fórmula 1.

## Rede Bandeirantes (desde 2021)

### Terceira jornada na categoria
Em 9 de fevereiro de 2021, a Rede Bandeirantes firmou um acordo com a Liberty Media pelos direitos de transmissão da Fórmula 1 no Brasil e para cumprir esse objetivo o canal do Morumbi contratou profissionais com passagem pela Rede Globoː o narrador Sérgio Maurício, os comentaristas Reginaldo Leme, Max Wilson e Felipe Giaffone, a repórter Mariana Becker e o produtor Jayme Brito, além de Fred Sabino, responsável pela editoria de automobilismo do Grupo Bandeirantes de Comunicação. Os parâmetros do contrato envolvem, dentre outras condições, a cessão dos treinos classificatórios ao BandSports em TV fechada enquanto a Rede Bandeirantes levará ao ar todas as corridas a serem realizadas de 2021 a 2025, além de transmitir os treinos classificatórios ao vivo para os residentes no estado de São Paulo. O único impasse não solucionado foi o bloqueio de sinal para as antenas parabólicas, o que não ocorria anteriormente. Segundo a Rede Bandeirantes, o contrato com a Liberty Media permite a transmissão gratuita para o território brasileiro, mas como as parabólicas recebem o sinal direto do satélite e podem ser captadas fora do país, o veto foi estabelecido. Por outro lado é possível assistir aos treinos oficiais e às corridas gratuitamente no site da emissora.

## Rede Globo (a partir de 2026)

### Acordo com a Liberty Media
Em 11 de julho de 2025, a Fórmula 1 anunciou o seu regresso à Rede Globo num contrato a ser cumprido a partir do ano seguinte, encerrando-se em 2028. Num primeiro instante, serão transmitidas em sinal aberto, quinze das vinte e quatro provas do calendário de 2026. Por conta do futebol, não serão exibidas as corridas realizadas durante a Copa do Mundo FIFA de 2026, a ser realizada nos países da América do Norte, nem às que conflitarem com o Campeonato Brasileiro. Entretanto, o contrato da Liberty Media com o Grupo Globo assegura que o SporTV e o Globoplay mostrarão ao vivo todos os treinos de classificação, as provas sprint e as corridas insertas no calendário, além da opção de acesso via F1 TV Pro.

## Casos de não transmissão
Constam a seguir as provas válidas pelo Campeonato Mundial de Fórmula 1 não exibidas ou parcialmente exibidas pelas emissoras que por mais tempo possuíram os direitos de transmissão em TV aberta para o Brasil. Em uma contagem iniciada no Grande Prêmio da Argentina de 1972 e atualizada até o Grande Prêmio de Abu Dhabi de 2024, foram exibidas integralmente 732 provas na Rede Globo e 105 na Rede Bandeirantes.
Quase todos os casos de não transmissão correspondem às etapas realizadas na América do Norte, quando as emissoras optaram por manter sua programação habitual ou priorizar o futebol em caso de "choque de horários". Em âmbito regional, por conta do Círio de Nazaré, a TV Liberal, afiliada da Globo, e a RBA TV, afiliada da Bandeirantes, ambas situadas em Belém, Pará, não veicularam provas da Fórmula 1 em sua área de cobertura para transmistir a procissão do evento, sempre que esta entra em conflito com alguma corrida realizada na manhã do segundo domingo do mês de outubro. O caso mais recente foi durante o Grande Prêmio da Turquia de 2021.

### Década de 1970
| Data       | Grande Prêmio | Horário de Brasília             | Local da prova                            | Motivos da não transmissão | Referências             |
| ---------- | ------------- | ------------------------------- | ----------------------------------------- | --- | ----------------------- |
| 23/01/1972 | Argentina     | Ocorreu às 14h (14h locais)     | Autódromo Oscar Gálvez (Buenos Aires)     | Estreia de Carlos Reutemann, que saiu na pole position. No horário da corrida, a Tupi exibiu Patty Duke, A Noviça Voadora, E As Noivas Chegaram, Guerra, Sombra e Água Fresca e I Love Lucy. Na Globo estava no ar o Programa Silvio Santos.      | [ 151 ] [ 152 ]         |
| 04/03/1972 | África do Sul | Ocorreu às 10h (15h locais)     | Kyalami (Midrand)                         | Estreia de José Carlos Pace. Nesse dia a Tupi entrou ao ar às 11 horas com o Seriado de Aventuras, já a Globo abriu sua programação às 10 horas com Abertura, Aulas ao Francês, Guten Tag, Slin John e Amaral Netto, o Repórter.                  | [ 153 ] [ 154 ] [ 155 ] |
| 01/05/1972 | Espanha       | Ocorreu às 10h (14h locais)     | Jarama (San Sebastián de los Reyes)       | Última corrida de Fórmula 1 numa segunda-feira, foi ao ar pela Jovem Pan e Rádio Continental. A Tupi mostrou Universidade Popular e A Hora é Nossa, já a Globo exibiu Speed Racer, Reis do Riso, Aventura Submarina e National Kid.               | [ 156 ] [ 157 ]         |
| 30/07/1972 | Alemanha      | Ocorreu às 10h (14h locais)     | Nürburgring (Nürburg)                     | Foi transmitido pela Jovem Pan e Rádio Nacional, pois a Tupi exibiu Caravela da Saudade e Opinião Pública enquanto a Globo mostrou o Campeonato Nacional de Mini Carros e o Programa Silvio Santos.                                               | [ 158 ]                 |
| 24/09/1972 | Canadá        | Ocorreu às 16h (14h locais)     | Motorsport Park (Bowmanville)             | Por falta de acordo financeiro, não foi ao ar na TV, com a Tupi mostrando uma sessão de filmes enquanto o Programa Silvio Santos manteve-se como "carro chefe" da Globo. Somente o rádio transmitiu a prova.                                      | [ 159 ]                 |
| 08/10/1972 | EUA           | Ocorreu às 15h (13h locais)     | Watkins Glen International (Watkins Glen) | Não houve referência à sua exibição pela TV, pois a Tupi mostrava o Domingo Total e a Globo seguia com o Programa Silvio Santos. | [ 160 ]                 |
| 03/03/1973 | África do Sul | Ocorreu às 9h (14h locais)      | Kyalami (Midrand)                         | Não havia emissoras de TV na África do Sul. A Rede Globo gravou um videoteipe de 25 minutos, mas para que o material chegasse ao Brasil a tempo de ser exibido no dia seguinte, excluiu o fim da prova.                                           | [ 161 ]                 |
| 17/06/1973 | Suécia        | Ocorreu às 10h (14h locais)     | Autódromo de Anderstorp (Anderstorp)      | A Rede Globo exibiu Concertos para a Juventude e o Programa Silvio Santos, pois a televisão sueca não transmitiu o evento. O Brasil acompanhou via Rádio Globo com narração de Jorge Curi e comentários de Raul Brunini.                          | [ 162 ] [ 163 ] [ 164 ] |
| 23/09/1973 | Canadá        | Ocorreu às 16h (14h locais)     | Motorsport Park (Bowmanville)             | Foi transmitido pela Rádio Globo e também pela Rádio Excelsior, afinal a Rede Globo manteve o Programa Silvio Santos no ar. | [ 165 ] [ 23 ]          |
| 07/10/1973 | EUA           | Ocorreu às 16h (14h locais)     | Watkins Glen International (Watkins Glen) | Esta seria a despedida de Jackie Stewart, mas, no sábado, morreu François Cevert e por isso, a Tyrrell não correu. A Rádio Globo transmitiu a prova enquanto a Rede Globo exibia o Programa Silvio Santos desde às 11h30.                         | [ 166 ]                 |
| 30/03/1974 | África do Sul | Ocorreu às 9h (14h locais)      | Kyalami (Midrand)                         | Foi transmitido pela Rádio Globo, Rádio Excelsior e Jovem Pan. Neste dia, a programação da Rede Globo foi aberta às 10h45 com as aulas de alemão do Guten Tag. A essa altura, a prova sul-africana já havia terminado.                            | [ 167 ]                 |
| 12/05/1974 | Bélgica       | Ocorreu às 10h (14h locais)     | Nivelles-Baulers (Nivelles)               | Marcado por falhas na cronometragem, não foi transmitido pela TV. A desordem foi tamanha que cogitou-se reduzir de 85 para 80 o número de voltas da prova, o que não ocorreu.                                                                     | [ 168 ]                 |
| 09/06/1974 | Suécia        | Ocorreu às 10h (14h locais)     | Autódromo de Anderstorp (Anderstorp)      | Não foi transmitido pela TV devido às taxas cobradas pelo governo sueco. A Rede Globo exibiu um compacto no Fantástico mediante um acordo com a União Europeia de Radiodifusão. As rádios Nacional, Excelsior e Jovem Pan mostraram a prova.      | [ 169 ]                 |
| 04/08/1974 | Alemanha      | Ocorreu às 10h (14h locais)     | Nürburgring (Nürburg)                     | Foi prejudicado pela falta de acordo entre a TV alemã e os promotores da corrida, além disso, a grande extensão da pista dificultou a transmissão via rádio.                                                                                      | [ 170 ]                 |
| 22/09/1974 | Canadá        | Ocorreu às 16h (14h locais)     | Motorsport Park (Bowmanville)             | Foi transmitido para o Brasil via Rádio Globo, Rádio Eldorado, Rádio Excelsior e Jovem Pan. | [ 171 ] [ 172 ]         |
| 01/03/1975 | África do Sul | Ocorreu às 9h (14h locais)      | Kyalami (Midrand)                         | A televisão na África do Sul surgiu em 5 de janeiro de 1976 via South African Broadcasting Corporation, daí a transmissão apenas via rádio pela Bandeirantes, Excelsior e Jovem Pan, enquanto a Rede Globo reprisou Amaral Netto, o Repórter.     | [ 173 ]                 |
| 03/08/1975 | Alemanha      | Ocorreu às 10h (14h locais)     | Nürburgring (Nürburg)                     | Preterido em favor de Concertos para a Juventude e do Programa Silvio Santos. Apenas o rádio transmitiu: na Rádio Eldorado, por exemplo, a tarefa coube a Jorge Curi e Raul Brunini.                                                              | [ 174 ] [ 175 ]         |
| 24/08/1975 | Suíça         | Ocorreu às 09h (13h locais)     | Dijon-Prenois (Prenois)                   | Prova extracampeonato disputada em solo francês, teve transmissão exclusiva da Jovem Pan. No horário correspondente à duração do evento, a Rede Globo exibiu a Santa Missa em Seu Lar.                                                            | [ 176 ] [ 177 ]         |
| 13/06/1976 | Suécia        | Ocorreu às 10h (14h locais)     | Autódromo de Anderstorp (Anderstorp)      | Neste dia a grade de programação da Rede Globo só registra eventos a partir das 10h, quando entrou no ar o Programa Silvio Santos. | [ 178 ]                 |
| 18/07/1976 | Reino Unido   | Ocorreu às 11h (14h locais)     | Brands Hatch (West Kingsdown)             | Não foi transmitido pelas redes de TV devido a uma decisão da BBC, que julgava de "mau gosto" a exibição dos patrocínios de Alan Jones (preservativos Durex) e de Guy Edwards (revista Penthouse).                                                | [ 179 ]                 |
| 01/08/1976 | Alemanha      | Ocorreu às 10h (14h locais)     | Nürburgring (Nürburg)                     | Dia do grave acidente de Niki Lauda. No horário da prova foram ao ar Concertos para a Juventude e Scooby-Doo. A Rede Globo destacou à aquele dia o fim das Olimpíadas de Montreal.                                                                | [ 180 ] [ 181 ]         |
| 03/10/1976 | Canadá        | Ocorreu às 16h (14h locais)     | Motorsport Park (Bowmanville)             | Atrasou 45 minutos devido ao conserto de uma barreira de proteção danificada em evento preliminar. A Rede Globo mostrou os programas Disneylândia e Moacyr TV, exibindo apenas a chegada da prova.                                                | [ 182 ]                 |
| 10/10/1976 | EUA           | Ocorreu às 16h (14h locais)     | Watkins Glen International (Watkins Glen) | Teve a largada exibida pela Rede Globo, mas foi interrompido por Disneylândia e Moacyr TV até ser reexibido ao vivo próximo ao final. | [ 183 ]                 |
| 03/04/1977 | Oeste dos EUA | Ocorreu às 18h (13h locais)     | Long Beach (ruas da cidade)               | Foi transmitido pela Jovem Pan, Rádio Globo e Rádio Eldorado, enquanto a televisão exibia 8 ou 800 e Os Trapalhões. | [ 184 ]                 |
| 19/06/1977 | Suécia        | Ocorreu às 10h (14h locais)     | Autódromo de Anderstorp (Anderstorp)      | O rádio transmitiu o evento; neste dia a Rede Globo mostrou a Santa Missa em Seu Lar e Concertos para a Juventude. | [ 185 ]                 |
| 16/07/1977 | Reino Unido   | Ocorreu às 11h (14h locais)     | Circuito de Silverstone (Silverstone)     | Edson Mauro e Celso Itiberê transmitiram pela Rádio Globo e emissoras como a Rádio Continental de Porto Alegre, também o fizeram. A Globo reprisou o Globo Repórter e mostrou o Rock Concert, pois a BBC não abriu o sinal de TV para o exterior. | [ 186 ] [ 187 ]         |
| 31/07/1977 | Alemanha      | Ocorreu às 11h (15h locais)     | Hockenheimring (Hockenheim)               | Emerson Fittipaldi não se classificou para o GP com seu carro F5. Sem transmissão pela TV, manteve-se o pool de emissoras de rádio descrito acima. Na Rádio Globo o narrador foi Antônio Porto.                                                   | [ 188 ] [ 189 ]         |
| 14/08/1977 | Áustria       | Ocorreu às 10h (14h locais)     | Österreichring (Spielberg)                | Na TV foram exibidos Concertos para a Juventude e Esporte Espetacular, enquanto o Sistema Globo de Rádio encarregou-se da transmissão alternativa.                                                                                                | [ 190 ] [ 191 ]         |
| 28/08/1977 | Países Baixos | Ocorreu às 10h (14h locais)     | Circuito de Zandvoort (Zandvoort)         | Antecedida pelo Concertos para a Juventude, a corrida neerlandesa foi mostrada um compacto de vinte minutos durante o Esporte Espetacular. | [ 192 ]                 |
| 11/09/1977 | Itália        | Ocorreu às 10h (14h locais)     | Autódromo de Monza (Monza)                | Marcado pela ausência de Emerson Fittipaldi, foi exibido em flashes no Esporte Espetacular (ou na forma de um compacto, a depender da fonte consultada).                                                                                          | [ 193 ] [ 194 ]         |
| 02/10/1977 | EUA           | Ocorreu às 15h15 (13h15 locais) | Watkins Glen International (Watkins Glen) | Sua exibição foi preterida em favor do programa Disneylândia 77 – O Mundo da Fantasia e do filme Viagem Fantástica. | [ 195 ]                 |
| 09/10/1977 | Canadá        | Ocorreu às 16h (14h locais)     | Motorsport Park (Bowmanville)             | Não transmitiram a corrida, pois a Rede Globo mostrou o segundo jogo entre Corinthians e Ponte Preta, final do Campeonato Paulista de 1977. | [ 196 ] [ 197 ]         |
| 23/10/1977 | Japão         | Ocorreu às 02h (14h locais)     | Fuji Speedway (Oyama)                     | A ausência de Emerson Fittipaldi levou a Globo a exibir o filme Phffft! (Abaixo o Divórcio). Um acidente entre Ronnie Peterson e Gilles Villeneuve causou duas mortes e deixou oito feridos.                                                      | [ 198 ] [ 199 ] [ 200 ] |
| 02/04/1978 | Oeste dos EUA | Ocorreu às 18h (13h locais)     | Long Beach (ruas da cidade)               | A Rádio Nacional de São Paulo transmitiu flashes da corrida durante os jogos de futebol, enquanto a Rede Globo levou ao ar a Praça da Alegria e Os Trapalhões, exibindo os melhores momentos da prova no Fantástico.                              | [ 201 ]                 |
| 21/05/1978 | Bélgica       | Ocorreu às 10h (14h locais)     | Circuito de Zolder (Heusden-Zolder)       | A Rede Globo manteve no ar os programas Concertos para a Juventude e Esporte Espetacular. Não há nada sobre a falta de transmissão pela TV ou alternativas para quem quisesse acompanhar via rádio.                                               | [ 202 ]                 |
| 04/06/1978 | Espanha       | Ocorreu às 11h (15h locais)     | Jarama (San Sebastián de los Reyes)       | Enquanto a Rede Globo mostrava o Esporte Espetacular, The Muppet Show e Dinamite, o Bionicão, a Rádio Eldorado exibiu a prova com narração de Cezar Rizzo e comentários de Raul Brunini. Não houve jogos pela Copa do Mundo neste dia.            | [ 203 ] [ 204 ]         |
| 02/07/1978 | França        | Ocorreu às 9h15 (13h15 locais)  | Paul Ricard (Le Castellet)                | Preterido pelo Concertos para a Juventude, não houve justificativas para a corrida ficar fora da televisão, ou informações sobre transmissões via rádio, sendo exibido um compacto no Esporte Espetacular.                                        | [ 205 ]                 |
| 16/07/1978 | Reino Unido   | Ocorreu às 11h (14h locais)     | Brands Hatch (West Kingsdown)             | Foi transmitido apenas pela Jovem Pan, afinal a Rede Globo manteve no ar o Esporte Espetacular e o Clube Hanna-Barbera. São desconhecidas as razões que impediram a exibição desta corrida pela TV.                                               | [ 206 ]                 |
| 08/04/1979 | Oeste dos EUA | Ocorreu às 18h (13h locais)     | Long Beach (ruas da cidade)               | Por conta da exibição do filme Se eu fosse feliz e Os Trapalhões, esta corrida foi vista num compacto de 45 minutos em torno das 22h. | [ 207 ] [ 208 ]         |
| 30/09/1979 | Canadá        | Ocorreu às 16h (14h locais)     | Circuito Gilles Villeneuve (Montreal)     | Ao invés de exibir a corrida, a Rede Globo levou ao ar a Sessão de Domingo (com o filme Ama-me com Ternura) e o seriado A Ilha da Fantasia. Nenhuma transmissão radiofônica foi mencionada.                                                       | [ 209 ] [ 210 ]         |
| 07/10/1979 | EUA           | Ocorreu às 16h (14h locais)     | Watkins Glen International (Watkins Glen) | Repetindo a semana anterior, a Rede Globo exibiu a Sessão de Domingo (com o filme Marujo Intrépido) e o seriado A Ilha da Fantasia. Não há registro de trnsmissões para o Brasil via rádio.                                                       | [ 211 ]                 |

### Década de 1980
| Data       | Grande Prêmio | Horário de Brasília             | Local da prova                        | Motivos da não transmissão | Referências                     |
| ---------- | ------------- | ------------------------------- | ------------------------------------- | --- | ------------------------------- |
| 15/03/1981 | Oeste dos EUA | Ocorreu às 19h (14h locais)     | Long Beach (ruas da cidade)           | Em sua volta à categoria, a Rede Globo intercalou três boletins de 10 minutos (às 19ː10, 20ː05 e 20ː30) entre Os Trapalhões e o Fantástico.                                                                                         | [ 56 ] [ 57 ] [ 212 ]           |
| 04/04/1982 | Oeste dos EUA | Ocorreu às 18h (13h locais)     | Long Beach (ruas da cidade)           | O narrador Tércio de Lima e o comentarista Henrique Cardão transmitiram a corrida pelo Sistema Globo de Rádio, enquanto a Rede Globo exibiu os programas Geração 80 e Os Trapalhões.                                                | [ 213 ] [ 214 ]                 |
| 13/06/1982 | Canadá        | Ocorreu às 17h (15h locais)     | Circuito Gilles Villeneuve (Montreal) | Exibido após a abertura da Copa do Mundo, nele o acidente fatal do italiano Riccardo Paletti paralisou a prova por duas horas. Por isso, a Rede Globo cancelou Os Trapalhões, mas interrompeu o GP para exibir o Fantástico.        | [ 215 ]                         |
| 12/06/1983 | Canadá        | Ocorreu às 14h30 (12h30 locais) | Circuito Gilles Villeneuve (Montreal) | Interrompido pela exibição do jogo entre Brasil e Tchecoslováquia pelas quartas de final do Mundial Sub-20. Os informes sobre a prova aconteciam por áudio e o restante da mesma foi gravado e levado ao ar após o futebol.         | [ 216 ]                         |
| 24/06/1984 | Detroit       | Ocorreu às 14h15 (12h15 locais) | Circuito de Detroit (Detroit)         | As últimas voltas não foram mostradas devido a um problema ocasionado na geração das imagens pela CBS, prejudicando a recepção do sinal transmitido ao Brasil via Embratel.                                                         | [ 217 ]                         |
| 22/06/1986 | Detroit       | Ocorreu às 14h15 (12h15 locais) | Circuito de Detroit (Detroit)         | Foi mostrado num compacto de cinco minutos próximo às 17h após o jogo entre Argentina e Inglaterra pelas quartas de final da Copa do Mundo.                                                                                         | [ 218 ] [ 219 ]                 |
| 24/09/1989 | Portugal      | Ocorreu às 11h30 (14h30 locais) | Autódromo do Estoril (Estoril)        | Interrompido às 13h graças à Lei n.º 7.773, que fixou a propaganda eleitoral gratuita do primeiro turno da eleição presidencial entre 15 de setembro e 12 de novembro, teve a sequência gravada e reexibida no Domingão do Faustão. | [ 220 ] [ 221 ] [ 222 ] [ 223 ] |

### Década de 1990
| Data       | Grande Prêmio | Horário de Brasília         | Local da prova                        | Motivos da não transmissão | Referências     |
| ---------- | ------------- | --------------------------- | ------------------------------------- | --- | --------------- |
| 24/06/1990 | México        | Ocorreu às 17h (14h locais) | Hermanos Rodríguez (Cidade do México) | Aconteceu após a derrota do Brasil contra a Argentina na Copa do Mundo e apareceu em flashes durante o segundo tempo da partida entre Alemanha Ocidental e Países Baixos. O restante da prova foi exibido depois da vitória alemã. | [ 224 ] [ 219 ] |

### Década de 2000
| Data       | Grande Prêmio | Horário de Brasília         | Local da prova                             | Motivos da não transmissão | Referências                     |
| ---------- | ------------- | --------------------------- | ------------------------------------------ | --- | ------------------------------- |
| 29/08/2004 | Bélgica       | Ocorreu às 09h (13h locais) | Spa-Francorchamps (Stavelot)               | Exibido em videotape por conta da vitória do Brasil na final do vôlei masculino nas Olimpíadas de 2004, iniciada meia hora antes da prova.                         | [ 225 ]                         |
| 19/06/2005 | EUA           | Ocorreu às 15h (13h locais) | Indianapolis Motor Speedway (Indianápolis) | Foi interrompido pelo jogo entre Brasil e México pela Copa das Confederações. Os informes da prova, disputada por apenas seis carros, surgiam em flashes.          | [ 226 ] [ 227 ] [ 228 ] [ 229 ] |
| 13/05/2007 | Espanha       | Ocorreu às 09h (13h locais) | Circuito da Catalunha (Montmeló)           | Interrompido para a transmissão da visita de Bento XVI ao Brasil. Após o fim de uma missa na Basílica de Aparecida, exibiram um compacto do percurso remanescente. | [ 230 ] [ 231 ]                 |

### Década de 2010
| Data       | Grande Prêmio | Horário de Brasília             | Local da prova                        | Motivos da não transmissão | Referências     |
| ---------- | ------------- | ------------------------------- | ------------------------------------- | --- | --------------- |
| 12/06/2011 | Canadá        | Ocorreu às 14h (12h locais)     | Circuito Gilles Villeneuve (Montreal) | Interrompido devido às fortes chuvas que atrasaram o desfecho do GP em duas horas. A Globo então optou pelo Brasileirão, alternando sua exibição com flashes da corrida. Após o término dos jogos, o canal exibiu as voltas finais da prova. | [ 232 ]         |
| 18/11/2012 | EUA           | Ocorreu às 16h (13h locais)     | Circuito das Américas (Austin)        | Devido à transmissão da antepenúltima rodada do Brasileirão, o SporTV exibiu uma prova pela primeira vez ao vivo. A Globo mostrou um videotape próximo à meia-noite. | [ 233 ] [ 234 ] |
| 09/06/2013 | Canadá        | Ocorreu às 15h (13h locais)     | Circuito Gilles Villeneuve (Montreal) | Deu lugar ao amistoso entre Brasil e França, último jogo da seleção brasileira antes da Copa das Confederações. A corrida foi exibida no site globoesporte.com. Na TV aberta o restante do GP foi apresentado em videotape perto da meia-noite. | [ 235 ]         |
| 28/07/2013 | Hungria       | Ocorreu às 09h (13h locais)     | Hungaroring (Mogyoród)                | Foi transmitido pelo SporTV enquanto a Rede Globo cobria o encerramento da Jornada Mundial da Juventude, e nela o Papa Francisco celebrava a missa de envio. | [ 236 ]         |
| 17/11/2013 | EUA           | Ocorreu às 16h (13h locais)     | Circuito das Américas (Austin)        | Sua transmissão coube ao SporTV enquanto a Globo exibiu a prova na íntegra em videotape à meia-noite ao priorizar, anteriormente, a transmissão de mais uma rodada do Brasileirão. | [ 237 ]         |
| 02/11/2014 | EUA           | Ocorreu às 17h (14h locais)     | Circuito das Américas (Austin)        | Exibido ao vivo pelo SporTV e num videotape após o Fantástico devido à transmissão do filme As Crônicas de Nárnia: O Leão, a Feiticeira e o Guarda-Roupa na sessão Temperatura Máxima e do Brasileirão. | [ 238 ]         |
| 25/10/2015 | EUA           | Ocorreu às 16h (13h locais)     | Circuito das Américas (Austin)        | Exibido na TV aberta em um compacto de 65 minutos próximo à meia-noite, pois a Globo deu preferência ao Brasileirão. O SporTV transmitiu na TV fechada. O britânico Lewis Hamilton venceu a prova e assegurou o tricampeonato. | [ 239 ]         |
| 01/11/2015 | México        | Ocorreu às 16h (13h locais)     | Hermanos Rodríguez (Cidade do México) | Pela primeira vez desde 1979, a Rede Globo deixou de transmitir duas provas consecutivas de Fórmula 1. De novo em prol do Brasileirão. Passou ao vivo no SporTV e perto da meia-noite foi exibido um compacto de 65 minutos em TV aberta. | [ 240 ]         |
| 12/06/2016 | Canadá        | Ocorreu às 15h (13h locais)     | Circuito Gilles Villeneuve (Montreal) | Foi "cedido" pela emissora ao SporTV2 enquanto a Globo exibiu o filme O Reino Proibido no horário destinado à corrida no aguardo de mais uma rodada do Brasileirão. | [ 241 ] [ 242 ] |
| 23/10/2016 | EUA           | Ocorreu às 16h (13h locais)     | Circuito das Américas (Austin)        | Foi preterido pelo Brasileirão e entregue ao SporTV. Na TV aberta exibiu-se um compacto da prova após o Fantástico. | [ 243 ]         |
| 30/10/2016 | México        | Ocorreu às 16h (13h locais)     | Hermanos Rodríguez (Cidade do México) | Mesmo num dia sem futebol, a Globo exibiu o Domingão do Faustão intercalando-o com boletins sobre o segundo turno das eleições em 57 cidades do país. A prova foi ao ar via SporTV e a Globo exibiu um compacto após o Fantástico. Pela primeira vez em 37 anos, nenhum GP realizado na América do Norte foi ao ar na TV aberta brasileira.                 | [ 244 ] [ 245 ] |
| 11/06/2017 | Canadá        | Ocorreu às 15h (13h locais)     | Circuito Gilles Villeneuve (Montreal) | Foi "cedido" ao SporTV por conta do Brasileirão e antes deste foi ao ar o filme Jack: O Caçador de Gigantes. Houve um compacto após o Fantástico. | [ 246 ]         |
| 22/10/2017 | EUA           | Ocorreu às 16h (13h locais)     | Circuito das Américas (Austin)        | Transmitido pelo SporTV2 devido à coincidência de horários em relação ao Brasileirão. Foi exibido um compacto da prova após o UFC Combate Especial, que foi ao ar depois do Fantástico, e com isso, a Globo cancelou o Domingo Maior. | [ 247 ] [ 248 ] |
| 29/10/2017 | México        | Ocorreu às 16h (13h locais)     | Hermanos Rodríguez (Cidade do México) | Visando a audiência do futebol, a Globo delegou a transmissão para o SporTV2, não obstante o tetracampeonato de Lewis Hamilton. A emissora exibiu um compacto próximo à meia-noite após o Especial Cristiano Ronaldo: O Melhor do Mundo e tal como na semana anterior, o Domingo Maior foi cancelado.                                                       | [ 249 ] [ 250 ] |
| 10/06/2018 | Canadá        | Ocorreu às 15h10 (14h10 locais) | Circuito Gilles Villeneuve (Montreal) | Como em anos anteriores, não foi ao ar na Globo para priorizar a transmissão do Campeonato Brasileiro, sendo exibido pelo SporTV2. A Rede Globo exibiu um compacto da prova durante a madrugada, após o especial Vozes da Copa. Para tanto, foi cancelado o Domingo Maior.                                                                                  | [ 251 ]         |
| 24/06/2018 | França        | Ocorreu às 11h10 (16h10 locais) | Paul Ricard (Le Castellet)            | Embora fosse a primeira prova de Fórmula 1 na França após 10 anos, a Globo transmitiu os jogos entre Inglaterra x Panamá e Japão x Senegal, válidos pela fase de grupos da Copa do Mundo, delegando a corrida ao SporTV2 e ao globoesporte.com. Foi exibido um compacto da prova após o Domingo Maior.                                                      | [ 252 ] [ 131 ] |
| 01/07/2018 | Áustria       | Ocorreu às 10h10 (15h10 locais) | Red Bull Ring (Spielberg)             | Neste dia, a Rede Globo transmitiu a partida entre Espanha x Rússia, válida pelas oitavas de final da Copa do Mundo, com início às 11h00, quase à metade da corrida, cuja transmissão foi do SporTV2 na TV por assinatura e via internet pelo globoesporte.com. Assim como na etapa anterior, foi exibido um compacto da prova após o Domingo Maior.        | [ 131 ]         |
| 21/10/2018 | EUA           | Ocorreu às 15h10 (12h10 locais) | Circuito das Américas (Austin)        | Exibido um compacto na TV aberta após o Domingo Maior, pois a Rede Globo deu preferência ao Brasileirão, exibindo antes deste a Temperatura Máxima e o Choque de Cultura. O SporTV2 transmitiu a prova ao vivo na TV por assinatura. | [ 253 ]         |
| 28/10/2018 | México        | Ocorreu às 16h10 (12h10 locais) | Hermanos Rodríguez (Cidade do México) | No dia do pentacampeonato de Lewis Hamilton, a Rede Globo cobriu o segundo turno das eleições gerais para presidente e governador em quatorze estados e exibiu um compacto após o Domingo Maior. Pela primeira vez a emissora abdicou de cinco provas de Fórmula 1 num mesmo ano (24% do total). A etapa mexicana foi delegada ao SporTV2.                  | [ 254 ] [ 255 ] |
| 09/06/2019 | Canadá        | Ocorreu às 15h10 (14h10 locais) | Circuito Gilles Villeneuve (Montreal) | Não foi ao ar na TV aberta por causa do amistoso entre Brasil x Honduras, preparatório à Copa América, sendo exibido pelo SporTV2 na TV por assinatura e também via internet pelo globoesporte.com. A Rede Globo mostrou um compacto da prova após o Domingo Maior.                                                                                         | [ 256 ]         |
| 27/10/2019 | México        | Ocorreu às 16h10 (12h10 locais) | Hermanos Rodríguez (Cidade do México) | Foi exibido um compacto na TV aberta após o Domingo Maior, pois a Rede Globo deu preferência ao Brasileirão, exibindo antes deste a Temperatura Máxima e o Choque de Cultura. O SporTV2 transmitiu a prova ao vivo na TV por assinatura, bem como o globoesporte.com acompanhou em tempo real pela internet.                                                | [ 257 ] [ 258 ] |
| 03/11/2019 | EUA           | Ocorreu às 16h10 (12h10 locais) | Circuito das Américas (Austin)        | Nesta corrida, Lewis Hamilton chegou ao sexto título mundial. Como a Rede Globo deu preferência ao Brasileirão, exibindo antes deste a Temperatura Máxima e o Choque de Cultura, o SporTV2 transmitiu a prova ao vivo na TV por assinatura e o globoesporte.com acompanhou em tempo real via internet. A TV aberta exibiu um compacto após o Domingo Maior. | [ 259 ]         |

### Década de 2020
| Data       | Grande Prêmio    | Horário de Brasília             | Local da prova                        | Motivos da não transmissão | Referências     |
| ---------- | ---------------- | ------------------------------- | ------------------------------------- | --- | --------------- |
| 06/12/2020 | Sakhir           | Ocorreu às 14h10 (20h10 locais) | Circuito do Barein (Sakhir)           | Estreia de Pietro Fittipaldi, primeiro piloto brasileiro na categoria desde 2017. Foi exibido um compacto após o Domingo Maior, pois a Rede Globo mostrou a Temperatura Máxima e depois o Brasileirão. O SporTV2 transmitiu a prova na TV por assinatura e o ge fez o mesmo pela internet.                               | [ 260 ]         |
| 30/10/2022 | Cidade do México | Ocorreu às 17h (13h locais)     | Hermanos Rodríguez (Cidade do México) | Transmitido ao vivo pelo BandSports, no site da emissora e no aplicativo BandPlay devido à cobertura do segundo turno da eleição presidencial e da eleição para governador em doze estados. Pela primeira vez, a Bandeirantes não mostrou uma corrida de Fórmula 1 em TV aberta, exibindo um compacto da mesma às 22h30. | [ 261 ] [ 262 ] |